# Ива Илинчић
Ива Илинчић (Београд, 8. јун 1996) српска је позоришна, телевизијска и филмска глумица.

## Каријера
Десет година је била део Драмског студија Мике Алексића. Уписала је Факултет драмских уметности из првог покушаја и дипломирала је у класи професора Драгана Петровића. Као студенткиња почиње професионално да игра у позоришним представама Љубав, љубав, љубав редитељке Алисе Стојановић у позоришту Атељеа 212 и Осама – касаба у Њујорку редитеља Дарка Бајића у Звездара театру. Поред глуме бави се поезијом и рецитовањем. Победница је шестог фестивала Дани Данила Лазовића и прва је победница у историји фестивала која је добила максималних 50 бодова.
Телевизијској публици позната је по улози у серији Жигосани у рекету где глуми Теодору Тодоровић студенткињу Факултета музичке уметности која се заљубљује у свог професора.

## Улоге

### Позоришне представе
| Представа                   | Улога  | Текст                   | Драматургија /адаптација/ | Режија           | Позориште                    | Премијера         |
| --------------------------- | ------ | ----------------------- | ------------------------- | ---------------- | ---------------------------- | ----------------- |
| Кад су цветале тикве        |        | Драгослав Михаиловић    | Драгослав Михаиловић      | Бобан Скерлић    | Београдско драмско позориште | 24. мај 2014.     |
| Љубав, љубав, љубав         | Роуз   | Мајк Бартлет            | Димитрије Коканов         | Алиса Стојановић | Атеље 212                    | 21. април 2017.   |
| Осама-Касаба у Њујорку      | Милица | Владимир Кецмановић     | Коста Пешевски            | Дарко Бајић      | Звездара театар              | 4. април 2018.    |
| Фине мртве д(ј)евојке       | Ива    | Мате Матишић            | Јелена Јовановић          | Патрик Лазић     | Београдско драмско позориште | 8. октобар 2020.  |
| Ружни, прљави, зли          | Изида  | Еторе Скола             | Слободан Обрадовић        | Ленка Удовички   | Београдско драмско позориште | 8. октобар 2020.  |
| Кишне капи на врелом камењу | Ана    | Рајнер Вернер Фасбиндер | Тијана Грумић             | Југ Ђорђевић     | Београдско драмско позориште | 20. фебруар 2021. |

### Филмографија
| Год.       | Назив                           | Улога             |
| ---------- | ------------------------------- | ----------------- |
| 2010-е     |                                 |                   |
| 2010.      | Први пољубац (кратки филм)      |                   |
| 2018.      | Кратки животи (кратки филм)     |                   |
| 2018.      | Јутро ће променити све (серија) | Теодора           |
| 2018−2021. | Жигосани у рекету (серија)      | Теодора Тодоровић |
| 2020-е     |                                 |                   |
| 2020.      | Матура (кратки филм)            | Организатор       |
| 2020—2022. | Камионџије д.о.о. (серија)      | Силвана           |
| 2021.      | Тома                            | Славица           |
| 2022.      | Тома (серија)                   | Славица           |

## Награде и признања
- Најбоља млада глумица на 14. Међународном фестивалу позоришта „Златна вила”, у Приједору 2019.[18]